# Jimmy Cliff
Jimmy Cliff, född James Chambers den 30 juli 1944 i Somerton District i Saint James Parish på Jamaica, är en jamaicansk rocksteady- och soulmusiker, sångare och låtskrivare samt skådespelare. Rocksteady-eran varade egentligen bara mellan sommaren 1966 och 1967, men rocksteady hörs fortfarande i många av Cliffs låtar från 1970- och 1980-talen.

## Genombrott
Jimmy Cliff slog igenom som tonårig ska-artist i början av 1960-talet med hitsingeln "Hurricane Hattie" och 1966 med ska-låten "Miss Jamaica". Han albumdebuterade 1968 med rocksteady-albumet Hard Road to Travel. Året efter fick han ett internationellt genombrott med bland annat "Wonderful World, Beautiful People", en låt som han fick inspiration till under en turné i Brasilien och som gjorde honom känd i USA och Storbritannien. Mest känd är han kanske för filmen The Harder They Come från 1972. Cliff hade huvudrollen som en hederlig ung man från landet som sökte lyckan i huvudstaden och som gradvis förvandlades till jagad gangster (rude bwoy) i slummen på grund av svårighet att försörja sig. Han gjorde fyra låtar på soundtracket. Filmen, och kanske framförallt soundtracket, har haft en viktig del i spridningen av reggaen över världen.
Jimmy Cliff utnyttjades ekonomiskt av skivbolag och producenter liksom många andra unga sångare på Jamaica på 1960-talet och i början av 1970-talet. Han tog emellertid strid mot musikmarknaden och bröt med skivbolaget Island Records 1973, två veckor innan Bob Marley, Peter Tosh och Bunny Wailer kom in på skivbolagets Londonkontor och bad om ett lån för att kunna spela in en LP. Han spelade därefter några år in för EMI. Albumet Cliff Hanger, som gavs ut av CBS Records 1985 resulterade i en Grammy för Cliff i början av 1986 för årets bästa reggaeinspelning 1985. 

## Filosofi
I mitten av 1970-talet vistades Cliff i Nigeria och sade sedan att han konverterat till islam och antagit namnet El Hadj Naïm Bachir. Cliff har därefter på många olika sätt alltid satt fred i första hand och alltid förkastat våld. Han är pacifist. Många av hans senare inspelningar och framträdanden har dock starka drag av panafrikanism och rentav rastafari. Låten "Bongo Man"/"Bongo Man A Come" har funnits med under hans konserter över världen under 1980- och 1990- och 00-talen. Där sjunger han till rastatrummor att målet är Zion i rastafariansk betydelse. "Bongo Man A Come" är ofta kombinerad med låten "Rivers Of Babylon", en välkänd låt ursprungligen inspelad av The Melodians 1972 som utgår ifrån psalm 137 ur Psaltaren, vars första rad i engelskspråkig version börjar just "By the rivers of Babylon, there we sat, sat and wept (Vid Babylons floder, där vi satt, satt och grät)"[1]. samt Psalm 19:14. För rastafarianer handlar texten i Bibeln om de svarta slavättlingarnas påtvingade exil i "Babylon", i rastafaritermer synonymt med Jamaica och Amerika. Cliff har även som pacifist i låtar kritiserat vietnamkriget, 11 september-attacken "Terror 11th September", och USA:s invasion i Afghanistan "Afghanistan" med samma melodi som i låten "Vietnam", samt våldet mellan israeler och palestinier. Han propagerar även för mänsklig enhet (human) "oneness" på flera låtar och konserter, till exempel med låten "Oneness" på albumet Jimmy Cliff från 2001 och "låten "We All Are One" på albumet Sunshine Music 2003. Hans livsåskådning på äldre dagar kommit att alltmer handla om alla människor enhet och behov av enighet snarare om religion. Om han ännu är muslim är inte känt från Internet eller senare intervjuer.

## Senare karriär och utmärkelser
Cliff dök upp i filmen Marked for Death 1990, föreställande "John Crow" med Jimmy Cliff Band. Hans inspelning av "You Can Get It If You Really Want" användes som en kampanjlåt av socialistiska Sandinisterna i valet 1990 i Nicaragua, men 19 år senare av det konservativa partiet i Storbritannien. År 1991 framträdde han på den andra Rock in Rio-festivalen i Estádio do Maracanã i Rio de Janeiro, Brasilien, där intresset för reggae varunder tillväxt. Han fortsatte att sälja bra i Jamaica och, i mindre utsträckning i Europa, men återkom på de vanliga topplistorna i USA och på andra håll (# 1 i Frankrike) med en version av Johnny Nashs "I Can See Clearly Now" i filmen Cool Runnings 1993. År 1995 släppte Cliff singeln "Hakuna Matata", ett samarbete med Lebo M, en låt från soundtracket av filmen Lejonkungen. År 2002 släppte Cliff albumet Fantastic Plastic People i samarbete med Joe Strummer, Annie Lennox och Sting. Han har senare samarbetat med bland andra Tim Armstrong, sångare i bandet Rancid och flera internationella artister.
2010 invaldes Cliff i Rock and Roll Hall of Fame.

## Diskografi
Studioalbum
- 1968 – Hard Road to Travel
- 1969 – Jimmy Cliff
- 1971 – Another Cycle
- 1973 – Unlimited
- 1974 – Struggling Man
- 1974 – House of Exile
- 1975 – Brave Warrior
- 1975 – Follow My Mind
- 1978 – Give Thanx
- 1980 – I Am The Living
- 1981 – Give the People What They Want
- 1982 – Special
- 1983 – The Power and the Glory
- 1985 – Cliff Hanger
- 1988 – Hanging Fire
- 1989 – Images
- 1990 – Save Our Planet Earth
- 1996 – Higher and Higher
- 1999 – Humanitarian
- 2002 – Fantastic Plastic People
- 2004 – Black Magic
- 2012 – Rebirth